# Ernst van Dyk
Ernst van Dyk (ur. 4 kwietnia 1973) – południowoafrykański niepełnosprawny lekkoatleta i kolarz. Mistrz paraolimpijski z Pekinu w 2008 roku.

## Medale Igrzysk Paraolimpijskich

### 2012
- - Kolarstwo - wyścig uliczny - H4

### 2008
- - Kolarstwo - wyścig uliczny - HC C
- - Lekkoatletyka - maraton - T54

### 2004
- - Lekkoatletyka
- - Lekkoatletyka
- - Lekkoatletyka

### 2000
- - Lekkoatletyka